# Pico da Neblina
Pico da Neblina (hiszp. Cerro de la Neblina) – szczyt położony na granicy między Brazylią a Wenezuelą, na Wyżynie Gujańskiej, w północno-wschodniej części stanu Amazonas, 100 km na północ od rzeki Rio Negro. Wznosi się na wysokość 2995 m n.p.m., jest najwyższym szczytem zarówno Wyżyny Gujańskiej, jak i Brazylii. W 1979 r. został tu założony Parque Nacional do Pico da Neblina.
Pierwszego wejścia na szczyt dokonała wyprawa brazylijska w 1965 r.